# Wilkes County 160 1956
Wilkes County 160 1956 var ett stockcarlopp ingående i Nascar Grand National Series (nuvarande Nascar Cup Series) som kördes 8 april 1956 på den 0,625 mile (1005,84 meter) långa ovalbanan North Wilkesboro Speedway i North Wilkesboro, North Carolina. Totalt avverkades 100 miles (160,934 km) fördelat på 160 varv. Banunderlaget var dirt. Loppet vanns av Tim Flock i en Chtysler på tiden 1:24.28 körande för Carl Kiekhaefer. Bakers snitthastighet var 71,034 mph. Prispotten uppgick till 4285 dollar, varav 1100 dollar gick till segraren.

## Resultat
| Plc     | Nr   | Förare           | Team/ bilägare      | Konstruktör | Start | Varv | Ledda varv |
| ------- | ---- | ---------------- | ------------------- | ----------- | ----- | ---- | ---------- |
| 1       | 300A | Tim Flock        | Carl Kiekhaefer     | Chrysler    | 9     | 160  | 46         |
| 2       | 14   | Billy Myers      | Stroppe Motorsports | Mercury     | 17    | 160  | 0          |
| 3       | 75   | Jim Paschal      | Frank Hayworth      | Mercury     | 8     | 160  | 0          |
| 4       | 92   | Herb Thomas      | Herb Thomas Racing  | Chevrolet   | 7     | 160  | 0          |
| 5       | 12   | Ralph Moody      | DePaolo Engineering | Ford        | 5     | 159  | 0          |
| 6       | B-29 | Dink Widenhouse  | Dink Widenhouse     | Ford        | 12    | 158  | 0          |
| 7       | 98   | Allen Adkins     | Tom Harbison        | Ford        | 10    | 158  | 0          |
| 8       | 42   | Lee Petty        | Petty Enterprises   | Dodge       | 18    | 158  | 0          |
| 9       | 5    | Bill Blair       | Joe Blair           | Dodge       | 14    | 151  | 0          |
| 10      | 1    | Whitey Norman    | Whitey Norman       | Chevrolet   | 24    | 150  | 0          |
| 11      | 300C | Buck Baker       | Carl Kiekhaefer     | Chrysler    | 19    | 148  | 0          |
| 12      | 34   | Dick Beaty       | Ike Kiser           | Ford        | 25    | 147  | 0          |
| 13      | 94   | Ed Cole          | Ed Cole             | Mercury     | 23    | 145  | 0          |
| 14      | 37   | Tiny Lund        | Gus Holzmueller     | Pontiac     | 15    | 142  | 0          |
| 15      | 2    | Gwyn Staley      | Hubert Westmoreland | Chevrolet   | 9     | 134  | 0          |
| 16      | 100  | Ken Milligan     | Dave Everett        | Chevrolet   | 11    | 134  | 0          |
| 17      | 82   | Joe Eubanks      | James Satcher       | Ford        | 16    | 133  | 97         |
| 18      | 501  | Speedy Thompson  | Carl Kiekhaefer     | Dodge       | 2     | 127  | 0          |
| 19      | X    | Rex White        | Max Welborn         | Chevrolet   | 4     | 112  | 0          |
| 20      | 27   | John McVitty     | John McVitty        | Chevrolet   | 13    | 102  | 0          |
| 21      | 271  | Dick Blackwell   | i.u.                | Mercury     | 20    | 102  | 0          |
| 22      | 25   | Jimmie Lewallen  | Max Welborn         | Chevrolet   | 22    | 93   | 0          |
| 23      | 54   | Lou Spears       | Nace Mattingly      | Ford        | 29    | 83   | 0          |
| 24      | 6    | Ralph Liguori    | Ralph Liguori       | Dodge       | 21    | 45   | 0          |
| 25      | 6    | Fireball Roberts | DePaolo Engineering | Ford        | 6     | 38   | 0          |
| 26      | 22   | Johnny Allen     | Spook Crawford      | Plymouth    | 26    | 22   | 0          |
| 27      | 96   | Bobby Keck       | Bobby Keck          | Chevrolet   | 27    | 22   | 0          |
| 28      | 55   | Junior Johnson   | A.L. Bumgarner      | Pontiac     | 1     | 17   | 17         |
| 29      | 19   | Harvey Henderson | Harvey Henderson    | Chevrolet   | 28    | 13   | 0          |
| Källor: |      |                  |                     |             |       |      |            |